# Balbagathis manuensis
Balbagathis manuensis és una espècie d'insecte dípter pertanyent a la família dels psicòdids.

## Descripció
- El mascle fa entre 1,03-1,05 mm de llargària a les antenes, mentre que les ales li mesuren 1,68-1,70 de longitud i 0,63-0,64 d'amplada.
- La femella no ha estat encara descrita.[3]

## Distribució geogràfica
Es troba a Sud-amèrica: el Perú.